# Château de Vauchelles-lès-Domart
Le Château de Vauchelles-lès-Domart est situé sur le territoire de la commune de Vauchelles-lès-Domart, dans le département de la Somme, au nord-ouest d'Amiens.

## Historique
La construction du Château de Vauchelles-lès-Domart s'est échelonnée sur deux siècles. Elle commença vers 1620 pour se terminer dans les années 1770.
Le château fut occupé par l'armée allemande pendant la Seconde Guerre mondiale. Il est protégé au titre des monuments historiques : classement par arrêté du 20 janvier 1976.

## Caractéristiques
Construit en brique et pierre, les murs extérieurs montrent un décor de chaînages verticaux de pierre " en harpe " avec niches, cartouches, frontons au-dessus des fenêtres. Les deux ailes plus basses, furent construites au milieu du XVIIe siècle. Les ailes en retour furent édifiées au XVIIIe siècle et les écuries, dépendances, mur et portail dans la seconde moitié du XVIIIe siècle.

## Le parc
Il se compose de parterres à la française et d'un parc à l'anglaise. 